# Chaetodermis penicilligerus
Chaetodermis penicilligerus es una especie de peces de la familia Monacanthidae en el orden de los Tetraodontiformes.

## Morfología
Pueden llegar alcanzar los 31 cm de longitud total.

## Hábitat
Es un pez de mar de clima tropical y asociado a los  arrecifes de coral.

## Distribución geográfica
Se encuentra desde Malasia hasta Australia y Japón.

## Observaciones
Es inofensivo para los humanos.